# Nieuwe Dijk
Nieuwe Dijk is een buurtschap in de gemeente Nuenen, Gerwen en Nederwetten in de Nederlandse provincie Noord-Brabant. Het ligt tussen de buurtschappen Spekt en Stad van Gerwen.
Dorpen: Eeneind · Gerwen · Nederwetten · Nuenen

Buurtschappen: Alvershool · Boord · Heerendonk · Hooidonk (deels) · Hool · Langlaar · Laar · Nieuwe Dijk · Olen (deels) · Opwetten · Rullen · Spekt · Stad van Gerwen (deels) · Vaarle

Noord-Brabant: Steden en dorpen      Nederland: Provincies · Gemeenten